# CRTAM
CRTAM (англ. Cytotoxic and regulatory T-cell molecule) – білок, який кодується однойменним геном, розташованим у людей на 11-й хромосомі. Довжина поліпептидного ланцюга білка становить 393 амінокислот, а молекулярна маса — 44 641.
| 10         |  | 20         |  | 30         |  | 40         |  | 50         |
| ---------- |  | ---------- |  | ---------- |  | ---------- |  | ---------- |
| MWWRVLSLLA |  | WFPLQEASLT |  | NHTETITVEE |  | GQTLTLKCVT |  | SLRKNSSLQW |
| LTPSGFTIFL |  | NEYPALKNSK |  | YQLLHHSANQ |  | LSITVPNVTL |  | QDEGVYKCLH |
| YSDSVSTKEV |  | KVIVLATPFK |  | PILEASVIRK |  | QNGEEHVVLM |  | CSTMRSKPPP |
| QITWLLGNSM |  | EVSGGTLHEF |  | ETDGKKCNTT |  | STLIIHTYGK |  | NSTVDCIIRH |
| RGLQGRKLVA |  | PFRFEDLVTD |  | EETASDALER |  | NSLSSQDPQQ |  | PTSTVSVTED |
| SSTSEIDKEE |  | KEQTTQDPDL |  | TTEANPQYLG |  | LARKKSGILL |  | LTLVSFLIFI |
| LFIIVQLFIM |  | KLRKAHVIWK |  | KENEVSEHTL |  | ESYRSRSNNE |  | ETSSEEKNGQ |
| SSHPMRCMNY |  | ITKLYSEAKT |  | KRKENVQHSK |  | LEEKHIQVPE |  | SIV        |

A: Аланін

C: Цистеїн

D: Аспарагінова кислота

E: Глутамінова кислота

F: Фенілаланін

G: Гліцин

H: Гістидин

I: Ізолейцин

K: Лізин

L: Лейцин

M: Метіонін

N: Аспарагін

P: Пролін

Q: Глутамін

R: Аргінін

S: Серин

T: Треонін

V: Валін

W: Триптофан

Задіяний у таких біологічних процесах, як адаптивний імунітет, імунітет, альтернативний сплайсинг. 
Локалізований у мембрані.